# Sebastes ventricosus
Sebastes ventricosus är en fiskart som beskrevs av Temminck och Schlegel, 1843. Sebastes ventricosus ingår i släktet Sebastes och familjen kungsfiskar. Inga underarter finns listade i Catalogue of Life.